# Nikola I. Petrović-Njegoš
Nikola I. Petrović-Njegoš (srbsky: Никола I Петровић-Његош, 7. říjen 1841 – 1. březen 1921) byl černohorský vládce, panující mezi lety 1860–1910 jako druhý černohorský kníže a od roku 1910 do roku 1918 jako první a poslední černohorský král.
Byl také známý jako nadaný básník a spisovatel, složil mj. píseň Onamo 'namo! (Tam, támhle!), pozdější národní hymnu Černohorského království a současnou populární lidovou píseň.
Jeho motto a motto celého státu bylo: kříž, domov, svoboda.

## Mládí

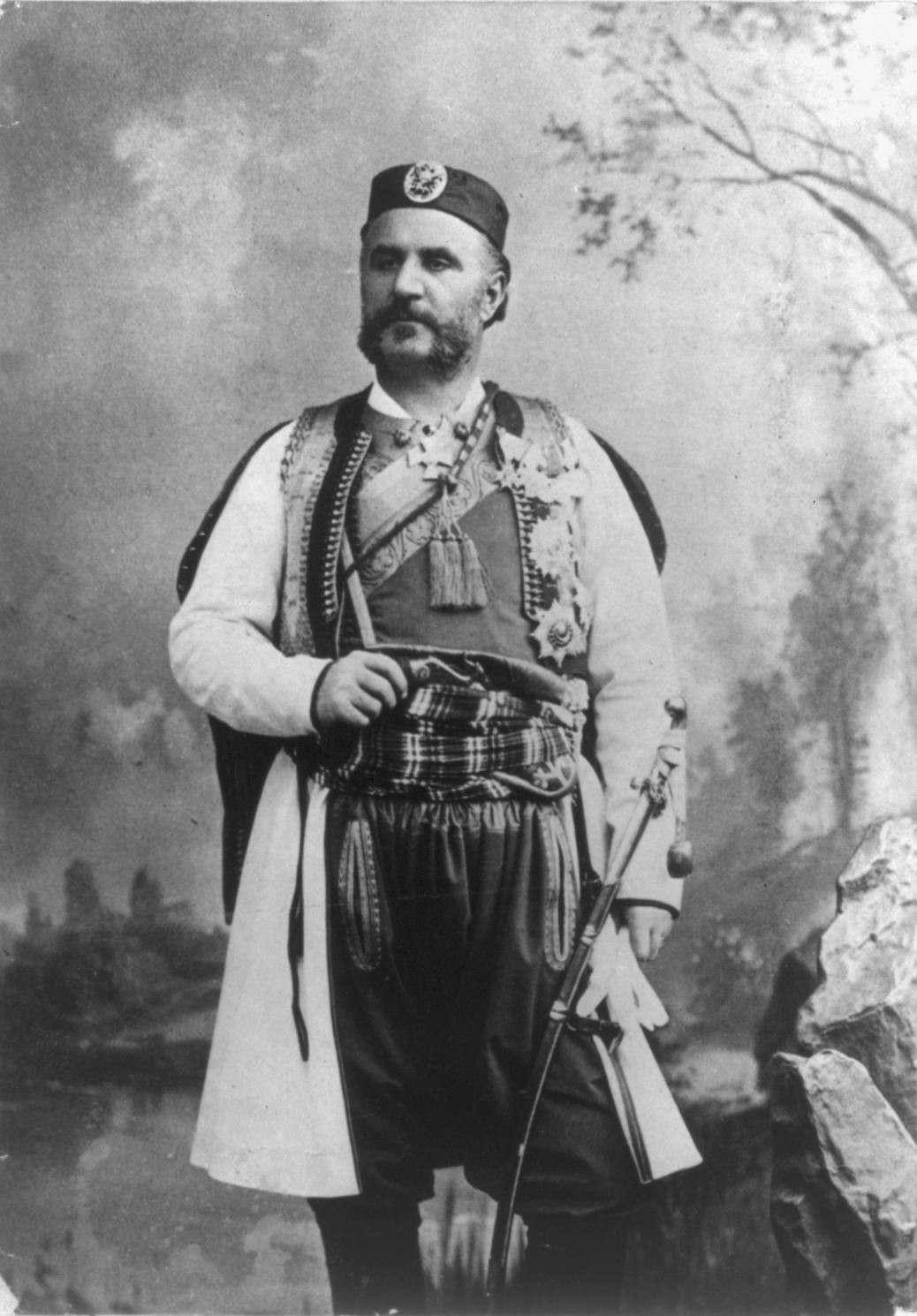
Nikola I. v roce 1909 jako kníže

Nikola se narodil ve vesnici Njeguši, dávném domově vládnoucí dynastie Petrovićů-Njegošů. Jeho otec, Mirko Petrović-Njegoš, oslavovaný černohorský válečník, byl starší bratr vladyky Danila II. Vladykové v dynastii Petrovićů-Njegošů se podle duchovenstva nesměli oženit. Změnu zavedl právě Danilo II., který se rozhodl změnit svůj duchovenský způsob života na světský – vzdal se postu vladyky=pravoslavného biskupa. Poté se oženil s princeznou Darinkou Kvakićovou a dosavadní Černohorské biskupské knížectví bylo po staletích prohlášeno světským knížectvím. 13. srpna 1860 byl Danilo II. v Kotoru zastřelen. Protože měl z manželství pouze dceru, stal se dědicem jeho bratr Mirko. Ten ale abdikoval na funkci knížete ve prospěch svého syna Nikoly.
Nikola se od mala učil bojová umění a atletiku. Část svého dětství strávil v Terstu v sídle rodiny Kustićových, kde si jej velmi oblíbila jeho teta, kněžna Darinka, manželka Danila II. Darinka byla velkou obdivovatelkou a stoupenkyní francouzské kultury a právě na její návrh byl Nikola poslán studovat na prestižní francouzskou školu Lycée Louis-le-Grand v Paříži. Na rozdíl od srbského knížete a krále Milana Obrenoviće, který na škole také studoval, si Nikola těžce zvykal na pařížský styl života a studiem v Paříži nebyl nijak potěšen. Proto velmi uvítal návrat se zpět do své vlasti.

## Vláda

### Nikola I. knížetem
Nikola byl ještě v Paříži, když byl na jeho strýce Danila II. 13. srpna 1860 v Kotoru spáchán atentát. Dědicem se stal Nikolův otec Mirko, ten ale abdikoval ve prospěch svého syna – Nikola tedy odešel z Paříže, aby nastoupil na černohorský trůn.
Krátce poté Nikola velice vážně onemocněl zápalem plic, kterému téměř podlehl. Naštěstí se ale z této choroby po několika týdnech vyléčil a s cílem dát zemi dědice bylo ihned rozhodnuto o brzké svatbě – 8. listopadu 1860 se v Cetinje Nikola oženil s teprve třináctiletou Milenou Vukotićovou, dcerou černohorských diplomatů Petra a Eleny Vukotićových, společně však začali žít až v době Mileniných 17. narozenin (*4.5.1847) – první dcera, princezna Zorka se narodila 23. prosince 1864.
Nový kníže, přestože byl velice mladý, projevil ihned obrovskou a nezlomnou energii při zvelebení a zvýznamnění své země. Vedle politického rozvoje a rozšíření území Černé Hory se jeho největší péče během celé 58leté vlády obracela především k rozvoji vnitřního hospodářského stavu Černé Hory. K tomuto jeho vlasteneckému cítění se pojí i neobyčejná tolerance a spravedlnost, jenž mu mnohdy bývá vytýkána – povolil v zemi tři náboženství (pravoslaví, katolictví i islám, které dohromady vyvolávaly mezi občany časté spory).

Královská standarta Nikoly I.

Jeho vládnutí bylo velmi prospěšné celé Černé Hoře. Hned v začátcích zavedl Nikola I. několik vojenských, správních a školských reforem. Založeny byly školy základní i střední, vzdělání a hlavně sociální postavení žen bylo povzneseno na výši odpovídající době. Významným počinem bylo také založení hospodářské školy, četných muzeí a státní knihovny. Cetinje, kdysi malá podhorská vesnička, se stala královskou metropolí země, střediskem literárního hnutí, centrem kultury, ekonomiky i sociálních zařízení ne jen domácího, ale především balkánského a celoevropského významu. Mezi lety 1862–1878 byla sice země neúspěšně zapletena do série válek s Osmanskou říší. Nikolovi se však podařilo udržet alespoň nezávislost Černé Hory. V roce 1867 se Nikola I. setkal s císařem Napoleonem III. v Paříži a v roce 1868 podnikl cestu do Ruska, kde se mu dostalo laskavého přivítání od cara Alexandra II. Ještě ten samý rok navštívil kníže Vídeň a pobýval tři dny jako velevážený návštěvník rakouského císaře Františka Josefa I. V roce 1869 bylo v Cetinje otevřeno ruské velvyslanectví. Poté Nikola navštívil dvory v Berlíně a ve Vídni. Jeho úsilí získat si sympatie ruské carské rodiny se ukázaly jako produktivní pro Černou Horu, carem a carevnou byly uděleny značné dotace na vzdělávání a jiné účely a do Cetinje (tehdejšího hlavního města státu) byly poslány také dodávky zbraní.
V roce 1876 vyhlásilo Černohorské knížectví opět Turecku válku. Vojenská pověst Nikoly byla tak zesílena a Černá Hora získala území Nikšić, Bar a Ulcinj. Válka měla za následek značné rozšíření hranic Černé Hory. Král odůvodnil tuto válku jako pomstu za Bitvu na Kosově poli, která proběhla v roce 1389. V roce 1876 podnikl kníže Nikola týdenní státní návštěvu Řecka, kde navázal skvělé přátelské vztahy s králem Jiřím I. a královnou Olgou Konstantinovnou.

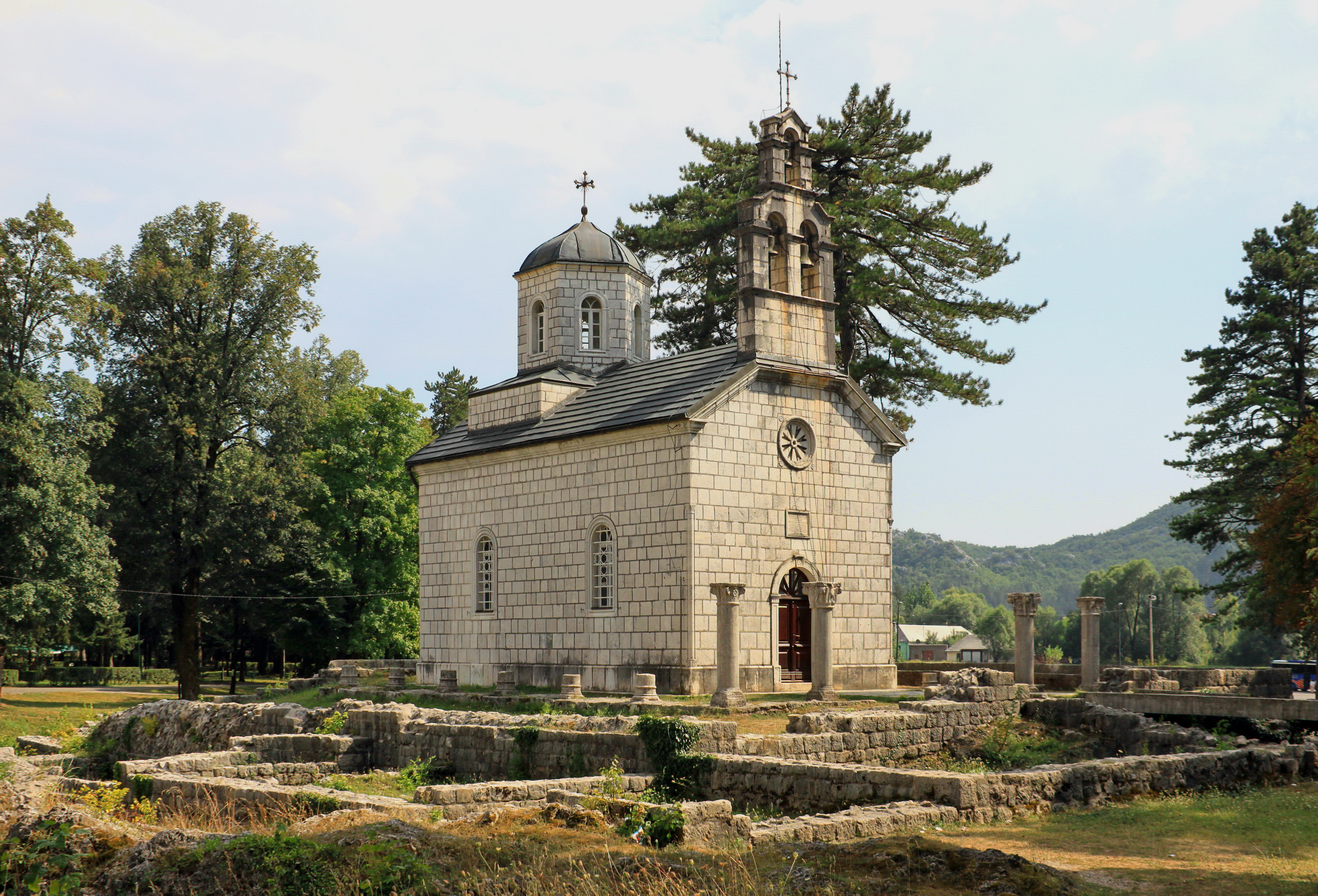
Kaple Ćipur, v pozadí s královským palácem, Cetinje

Nezávislost Černé Hory byla mezinárodně uznána v roce 1878 na Kongresu v Berlíně a v následujících letech se Černá Hora těšila ze značného rozkvětu a stability. Vzdělávání, komunikace a vojsko se značně rozšířily (také díky podpoře Ruského impéria). V zahraniční politice se proto také Nikola orientoval hlavně na Rusko, dále také na sousední Srbsko (připojení Černé Hory k Srbsku však odmítal, hlavně po nastoupení dynastie Karađorđevićů na srbský trůn).
V roce 1883 navštívil Nikola osmanského sultána, se kterým udržoval velmi dobré vztahy. Na konci tohoto roku byl v Praze přijat českou královnou a rakouskou císařovnou-vdovou Marií Annou. V roce 1896 Nikola oslavil 200. výročí vlády dynastie Petrovićů-Njegošů. Později toho roku se zúčastnil korunovace cara Mikuláše II. a v květnu navštívil královnu Viktorii na Windsorském hradě.

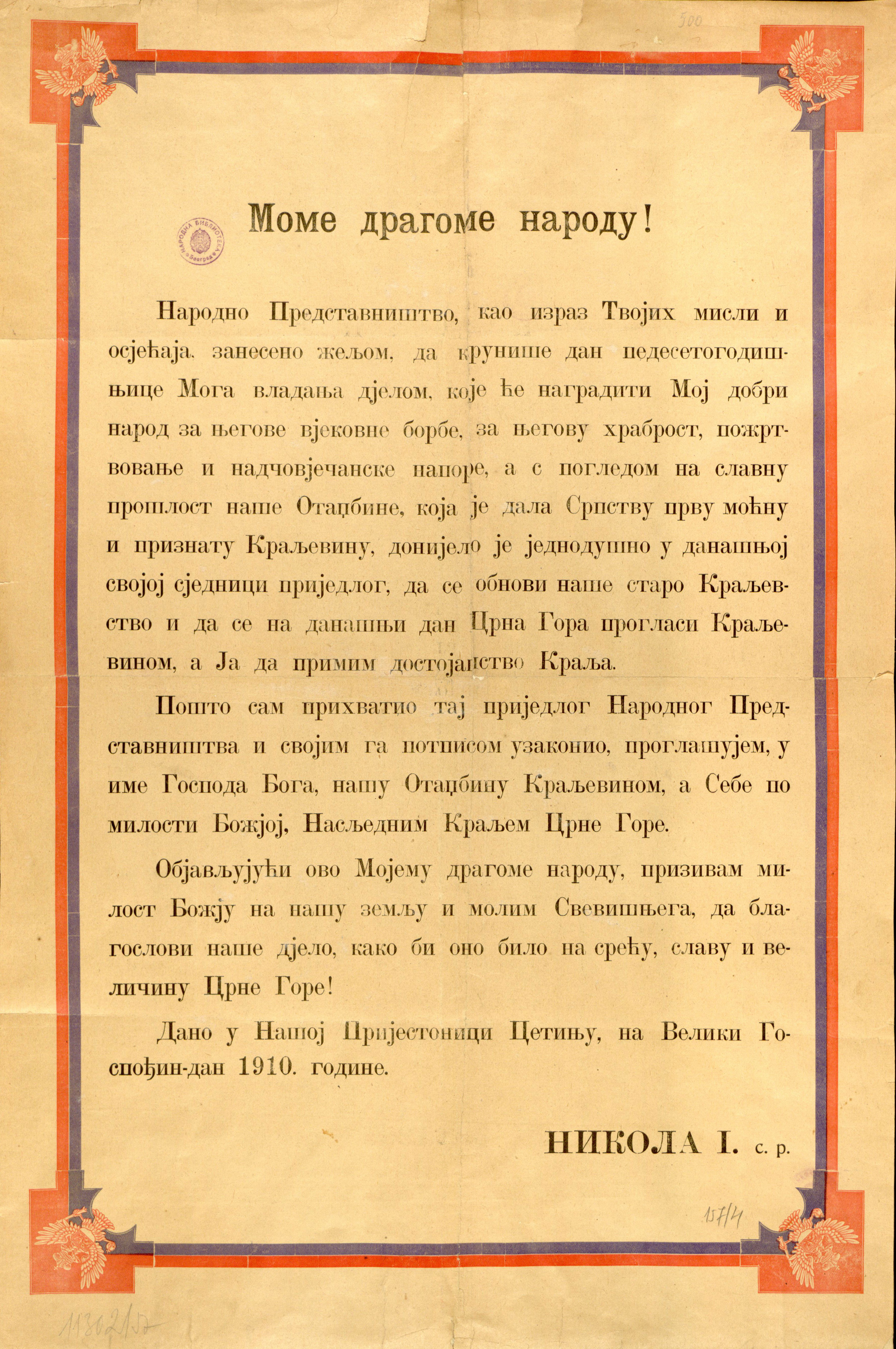
Nikolova Proklamace království

Za Nikolovy vlády se zaznamenává i obrovský pokrok v zákonodárství – starý zákoník knížete Danila II. (známý pod názvem Danilův kodex) byl zrušen, nahradil jej Všeobecný majetkový zákoník, nově sestavený předním chorvatským profesorem práva Valtazerem Bogišićem, slavné dílo zákonodárné tvorby, který došel nejen uznání, nýbrž i obdivu celého světa.
V roce 1900 si (sám) udělil titul Jeho Královské Výsosti. Nikola usiloval o absolutní vládu, avšak roku 1905 byl donucen k částečné liberalizaci režimu a na nátlak obyvatelstva, toužícím po větší svobodě, vydal první černohorskou ústavu. Zavedl také západoevropské způsoby svobody tisku a kodexy trestního práva. V roce 1906 zavedl Nikola první černohorskou měnu, perper.

### Nikola I. králem
| „                                                         | My, Nikola, z milosti Boží král Černohorců, vyhlašujeme, s velikým zármutkem při vzpomínkách na někdejší přátelství našich zemí, v časech současných nepokojů, na základě Ústavy Černohorského království, ve jménu království, válečný stav s Rakousko-Uherskou monarchií. Toto ustanovení vstupuje v platnost dnem jeho vyhlášení. Ustanovení je stvrzeno níže uvedenými podpisy a královskou pečetí. | “ |
| — Vyhlášení války Rakousko-Uhersku, Cetinje 1. srpna 1914 | |   |

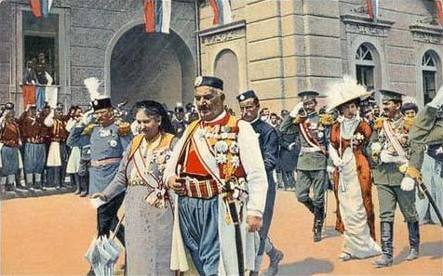
28. srpen 1910, vyhlášení království, Cetinje

Dne 28. srpna 1910 při oslavě jubilea si v souladu s peticí z parlamentu sám uzurpoval titul krále. Korunovace Nikoly I. a Mileny Vukotićové byla velkou slavnostní událostí. Kromě členů královské rodiny se jí zúčastnila spousta důležitých lidí tehdejší Evropy, např. ruský velkokníže Petr Nikolajevič, kníže František Josef Battenberský, vévodkyně Jutta Meklenburská, italský král Viktor Emanuel III., španělský král Alfons XIII. s královnou Viktorií Evženií Battenberskou nebo srbský korunní princ Alexandr I. Pro korunovaci nechal Nikola zhotovit nové královské korunovační klenoty, korunovat se nechal ale také historickou korunou Štěpána Dušana. Nikola se zároveň stal maršálem ruské armády – tato výsada nebyla dříve nikomu udělena (s výjimkou 1. vévody z Wellingtonu). Během Balkánských válek v roce 1912 a 1913 byl Nikola I. velmi úspěšným vojenským velitelem.
Černá Hora za Nikolovy vlády stala ze země polocivilizované zemí plně civilizovanou, aniž by ztratila byť jen špetku svého čistého a pravého slovanského rázu. A to je právě největší zásluhou panování knížete a krále Nikoly I., jenž si u svých poddaných právem vysloužil nevyslovitelnou útěchu, pokoru a lásku.

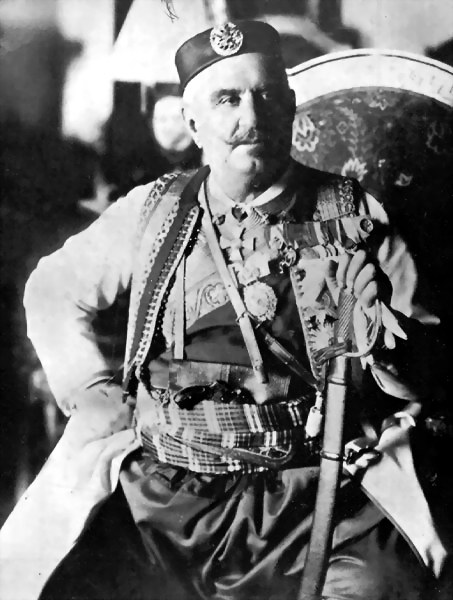
Oficiální korunovační portrét krále z roku 1910

### Exil a pozdější život

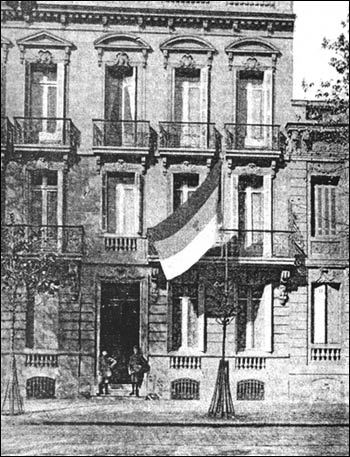
Budova Černohorské královské vlády v exilu, Bordeaux, Francie

V Balkánských válkách dovedl král Nikola Černou Horu ke mnoha vítězstvím (ve Druhé balkánské války razantně pomohla černohorská vojska k vítězství Srbů v bitvě proti Bulharsku na řece Bregalnici). Po vypuknutí první světové války v roce 1914 král Nikola I. neotálel a ihned vyhlásil válku zemím Trojspolku a ihned nechal mobilizovat černohorskou královskou národní armádu. Černohorcům se v roce 1915 podařilo (díky skvělému vedení vojska princem Petrem) vydobýt černohorská pobřežní území, obsazená Rakousko-Uherskem. V květnu 1915 se ale situace obrátila v neprospěch Černé Hory. Rakušané si získali tajnou podporu Srbska a po přinucení Černohorců vzdát se obsadili území monarchie. V roce 1916 musela černohorská armáda pod vedením prince Petra kapitulovat. Černohorská královská rodina odešla z Cetinje do Zimního královského paláce v Podgorice, kde probíhaly poslední marné pokusy o záchranu země. V lednu 1916 musela královská rodina odejít do exilu v Itálii a později ve Francii do města Cap d'Antibes, kde měla dynastie značný majetek.
Po odchodu královské rodiny byla Černá Hora anektována Srbskem, 20. července 1917 byla podepsána Korfská deklarace, prohlašující vytvoření nového mnohonárodnostního Státu Srbů, Chorvatů a Slovinců. 26. listopadu 1918 vydala Srbskem nezákonně ustanovená Podgorická skupština prohlášení, jímž definitivně zbavila dynastii Petrovićů-Njegošů vlády nad černohorským trůnem a krále Nikolu I. sesadila ze země a obvinila z uzavření separátního míru s nepřítelem – tento krok byl však jen posledním marným pokusem krále zachránit svou milovanou vlast a národ, který mu tak věřil.

### Poslední dny
Ve francouzském exilu tehdejší francouzský prezident Raymond Poincaré uznal černohorskou vládu jako exilovou. Sídlem exilové vlády se stalo město Bordeaux a Nikola I. usiloval o návrat na trůn až do své smrti v Cap d'Antibes roku 1921. Král žil s některými ostatními členy královské rodiny a služebnictvem ve vile Liserons, kde král pracoval s neuvěřitelnou rychlostí a aktivitou. Král byl silným kuřákem a milovníkem kávy, jejichž potřebu exil ještě zvýšil. V prosinci 1920 se králův stav poněkud zhoršil a nakonec v pondělí 1. března 1921 král Nikola I. za přítomnosti královny Mileny, některých svých dětí, vnoučat a zeťů zemřel ve vile Liserons na krvácení do mozku. Jeho poslední slova zněla: „Kéž Bůh požehná a pomůže mým nejmilovanějším Černohorcům.“ Dopisy s vyjádřením soustrasti poslalo královně-vdově přes 20 panovníků z celého světa, 6 světových prezidentů (např. brazilský) a dále také blízcí přátelé královské rodiny a spousta umělců.

### Pohřeb
Král byl uložen do olivovníkové rakve a 10. března převezen do San Remo v Itálii, kde byl následně 17. března pohřben v tamější pravoslavné katedrále. Pohřbu se kromě mnohých Černohorců v exilu a členů černohorské královské rodiny zúčastnila prakticky celá italská královská rodina, obyvatelé San Rema a tehdejší hlavy evropské i celosvětové politiky (např. i japonský císař). V roce 1989 byly ostatky krále a královny převezeny do královské kaple Ćipur v Cetinje do královských hrobek z bílého mramoru.

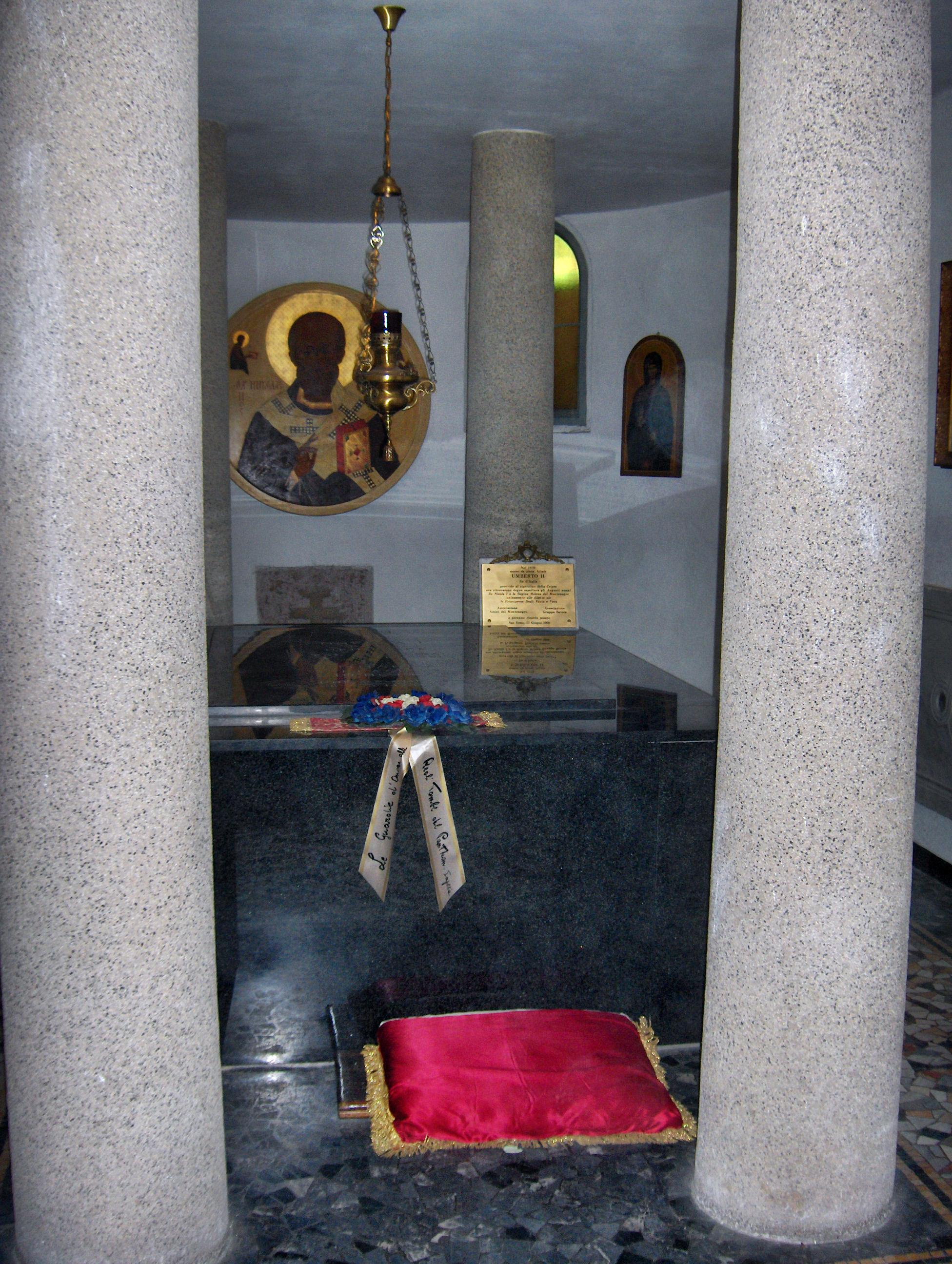
Původní hrobka krále a královny v San Remo v Itálii

## Rodina
Král Nikola I. měl s královnou Milenou Teodózií dvanáct dětí (9 dcer a 3 syny), dvacet dva vnoučat a několik pravnoučat a prapravnoučat.
Pět z jeho dcer uzavřelo manželství, z nichž každá se vdala za knížete či krále, což zajistilo králi Nikolovi přezdívku „tchán Evropy“, přezdívku sdílel s Dánským králem Kristiánem IX.

### Synové
- Danilo III. Alexandr (29. června 1871 – 24. září 1939), korunní princ, velkovévoda Grahovský a Zetský ∞ Jutta, vévodkyně Meklenburská (bezdětný)
- Mirko Dmitrij (17. dubna 1879 – 2. března 1918), velkovévoda Grahovský a Zetský ∞ Natálie Konstantinovićová, sestřenice Alexandra I. Obrenoviće (5 dětí)
- Petr Štěpán (10. října 1889 – 7. květen 1932), velkovévoda Zahumlijenský ∞ Violet Wegnerová (1 dítě)

Současný následník trůnu Nikola II. Petrović-Njegoš (* 1944) je pravnuk krále Nikoly I., syn prince Michaela.

### Dcery
- Ljubica Milena, známá jako Zorka (23. prosinec 1864 – 28. březen 1890), korunní princezna srbská ∞ Petr I. Karadjordjević, který se po její smrti stal králem Srbů, Chorvatů a Slovinců (5 dětí)
- Milica Ada (26. červenec 1866 – 5. září 1951), velkovévodkyně ruská ∞ Petr Nikolajevič, velkokníže ruský (4 děti)
- Anastázie Jelika (4. leden 1868 – 15. listopad 1935), vévodkyně Leuchtenberská a Eichstättská, velkovévodkyně ruská ∞
  - 1/ Jiří, vévoda z Leuchtenbergu a Eichstättu (2 děti)
  - 2/ Nikolaj Nikolajevič, velkokníže ruský
- Marie Isidora, známá jako Marica (29. březen 1869 – 7. květen 1885)
- Elena Alexandra (8. leden 1873 – 28. listopad 1952), italská a albánská královna, císařovna etiopská ∞ král Viktor Emanuel III. (5 dětí)
- Anna Marie Antonie (18. srpen 1874 – 22. duben 1971), kněžna Battenberská ∞ František Josef, kníže z Battenbergu (bezdětná)
- Sofie Liliana (2. květen 1876 – 14. červen 1876), vévodkyně Podgorická (titul dostala po smrti)
- Xenie Olga (22. duben 1881 – 10. březen 1960) (svobodná, bezdětná)
- Věra Světlana (22. únor 1887 – 31. říjen 1927) (svobodná, bezdětná)

## Vyznamenání
Vyznamenání, které Nikola I. vlastnil, byly vyrobeny z kvalitních materiálů – zlata, platiny, jiných drahých kovů a některé byly dokonce zdobené brilianty.

### Černohorská vyznamenání
- Řád Petrovićů-Njegošů
- Řád knížete Danila I.
- Řád sv. Petra Cetinsjkého
- Královský vítězný válečný řád

### Zahraniční vyznamenání
Bulharské carství
- Královský řád svatých Cyrila a Metoděje (28. srpna 1910)

Spojené království Velké Británie a Irska
- Královský řád Viktoriin

Francie
- Řád čestné legie
- Řád Palmes Académiques

Italské království
- Řád zvěstování (1893)
- Vojenský řád Savojských
- Řád italské koruny (1873)

Portugalské království
- Řád věže a meče

Rakousko-Uhersko
- Řád zlatého rouna
- Řád Františka Josefa
- Císařský rakouský řád Leopoldův

Rumunské království
- Řád rumunské koruny
- Řád Karla I. (28. srpna 1910)

Ruské impérium
- Řád sv. Jiří
- Řád Alexandra Něvského
- Řád sv. Ondřeje
- Jurajevský kříž III. stupně
- Řád sv. Anny

Řecké království
- Řád Jiřího I.

San Marino
- Vojenský řád San Marina

Srbské knížectví
- Řád Takovského kříže (1879)

Srbské království
- Řád bílé orlice I. stupně (1893)
- Řád sv. Sávy (1896)
- Řád Karađorđeho hvězdy I. stupně (1904)

Osmanská říše
- Řád Osminieh I. úrovně (1883)

Nikola I. měl dále několik japonských a íránských řádů.

### Tituly
Nikolův plný oficiální titul v roce zněl:
Jeho Veličenstvo Nikola I. Mirkov Petrović-Njegoš, z milosti Boží kníže a následný král černohorský, Gospodar* Černé Hory, velkovévoda Grahovský a Zetský, vévoda Metochijský, pán Cetinjský, Pećský a Nikšićský, hrabě Petrović-Njegošský a hrabě Andrijevicský.
- Gospodar (černohorsky: Господар; původně z lat. Dominius – do češtiny přeloženo jako Pán či Lord) je titul původně určený černohorským knížatům (později králům), poprvé použit zetským knížetem Đurađem I. z dynastie Balšićů ve 14. století. Později titul užívali v 15. století členové dynastie Crnojevićů – Ivan I. (zakladatel města Cetinje) ve své chartě podepsal jako Ivan Crnojević, Gospodar Zety. V roce 1853 se kníže Danilo II. Petrović-Njegoš ve svém kodexu podepsal jako Danilo, kníže a Gospodar. Nikola I. začal titul používat díky své oblíbenosti u poddaných, kteří mu tento titul „vnukli“.

Běžně se však užívaly jen tituly jeho výsost kníže, později jeho veličenstvo král, při vojenských událostech či státních návštěvách Ruského impéria eventuálně titul maršál ruské carské armády.
Chronologicky by se jeho tituly daly zařadit takto:
- Hrabě Petrović-Njegošský
- Jeho výsost kníže černohorský
- Pán Cetinjský
- Pán Nikšićský
- Maršál ruské carské armády
- Jeho královská výsost korunní princ černohorský
- Velkovévoda Grahovský a Zetský
- Jeho veličenstvo král černohorský
- Gospodar Černé Hory
- Hrabě Andrijevicský
- Pán Pećský
- Vévoda Metochijský

## Umělecká tvorba
Nikola I. byl také slavným básníkem a spisovatelem. Jeho historická dramata, básně a balady drží uznané místo v současné slovanské literatuře, mezi nimi jsou dramata Balkanska Carica (česky jako Balkánská cařice, Jan Otto 1902, přeložil Josef Kouble – v současnosti černohorská národní opera, zhudebnil Dionisio de Sarno San Giorgio) a Knjaz Arvanit (česky Kníže Arvanit), básně Hajdana a Pesnik a Vila či písně Skupljene Pesme a Nova Kola a již zmíněná populární skladba Onamo 'namo!.

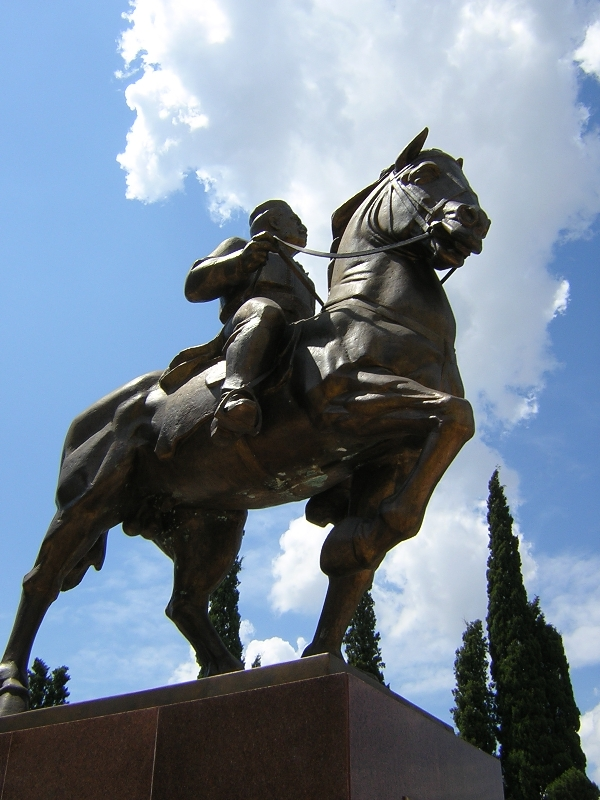
Socha krále Nikoly v Podgorice

Král byl známý také pro svůj zvučný hlas a celkový talent pro zpět, miloval také hru na housle. Stal se velmi oblíbeným u poddaných a dodnes je občany Černé Hory oslavován.
O králi Nikolovi byla vytvořena spousta básní, písní i historických románů nebo povídek. Nejznámější je národní hymna Černohorského knížectví a později královská hymna monarchie Ubavoj nam Crnoj Gori, oslavující tohoto panovníka. Nikolova dcera Anna pro svého otce složila populární černohorskou lidovou píseň Kralj Nikola na umoru. Kromě nesčetné spousty biografických a jiných knih, divadelních her, filmů a dokumentů, obrazů či básní a písní byla pro vzpomínku Nikoly I. zbudována spousta soch a pojmenovány budov, ulice, náměstí, parky či lodě a další.